# Complement agent
El complement agent és la funció sintàctica pròpia de les oracions en veu passiva. Consta d'un sintagma nominal o equivalent introduït per la preposició «per». En l'oració activa corresponent fa de subjecte, i com que tradicionalment el subjecte sol tenir el paper de ser l'agent que realitza l'acció expressada pel verb, el complement de la passiva ha rebut aquest nom.